# Emil Goldmann
Emil Goldmann (geboren 3. November 1872 in Karlsbad, Österreich-Ungarn; gestorben 6. Juni 1942 in Cambridge, England) war ein österreichischer Rechtshistoriker und Sprachwissenschaftler.

## Leben
Emil Goldmann promovierte als Jurist 1897 an der Universität Wien, wo er 1912 Privatdozent, 1916 außerordentlicher und 1932 ordentlicher Professor wurde. Nach dem Anschluss Österreichs an das nationalsozialistische Deutsche Reich wurde Goldmann als Jude bereits am 22. April 1938 zwangspensioniert und aus der Universität vertrieben. Im gleichen Jahr emigrierte er nach Großbritannien und wurde 1940 im Hutchinson Internment Camp interniert. Er lehrte ab 1942 an der Universität Cambridge. Sein Nachlass ist im Besitz der Universitätsbibliothek Graz.

## Schriften (Auswahl)
- Neue Beiträge zur Geschichte des fränkischen Rechts. 1928.
- Chrenecruda. Studien zum Titel 58 der Lex Salica. 1931.